# 第二次シュレースヴィヒ＝ホルシュタイン戦争
第二次シュレースヴィヒ＝ホルシュタイン戦争（だいにじシュレースヴィヒ＝ホルシュタインせんそう）は、1864年に、デンマークとプロイセン王国および関係国の間で戦われた戦争である。シュレースヴィヒ公国とホルシュタイン公国の帰属をめぐるシュレースヴィヒ＝ホルシュタイン問題が原因である。プロイセン側の勝利となり、両地方はプロイセンとオーストリア帝国の管理下に置かれた。

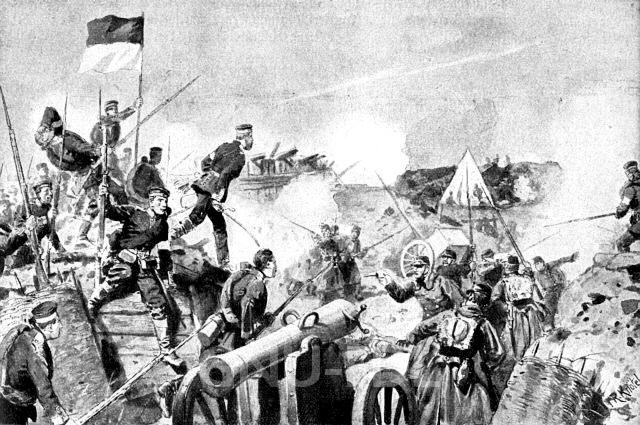
ドイツ連邦兵士

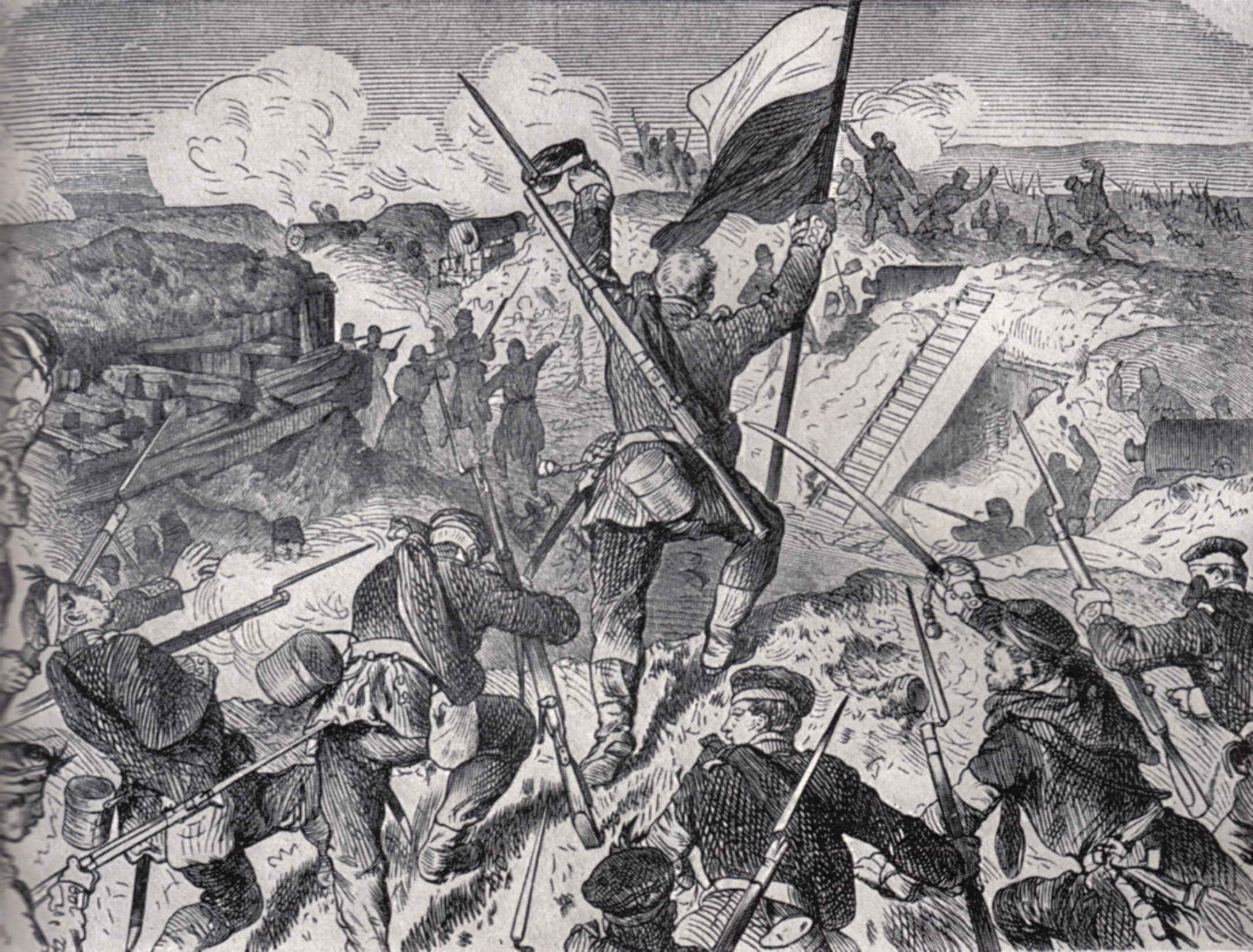
高地占領のドイツ連邦兵士

## 戦争に至る経緯
シュレースヴィヒとホルシュタインは、デンマーク王国ではないが、デンマーク王を公としていただく同君連合の形でデンマークに支配されていた。両地方の多数派はドイツ人であり、19世紀にドイツに民族主義が高まると、両地方でもデンマークから分かれてドイツに帰属しようとする運動が盛んになった。1848年から1852年には、プロイセンなどドイツ諸邦が第一次シュレースヴィヒ＝ホルシュタイン戦争をしかけたが、諸外国の仲介があり、ロンドン議定書により領土の変更なくデンマークの支配が継続した。
1863年3月にデンマークは憲法を改正し9月に施行したが、これにはシュレースヴィヒのデンマークによる併合が含まれており、10月には反発したザクセン軍とハノーファー軍の12,000の兵がホルシュタインに進駐してデンマークを威嚇した。
同年にフレデリク7世が死去すると、オレンボー家は断絶し、その後継者として同家の支流グリュックスブルク家からクリスチャン9世が登極した。しかしシュレースヴィヒ＝ホルシュタインを巡る争いは決着しておらず、ロンドン議定書で結ばれた内容は現状維持であった。フレデリク7世が生前に布告した「継承令」には、当時の王家による両公国の継承も含まれていた。これを「11月憲法」と言うが、その条目はロンドン議定書には含まれていなかった。この盲点を突いて、プロイセン王国首相ビスマルクは、条約違反を主張し、「継承令」及び「11月憲法」の撤回を要求した。しかもビスマルクは、オーストリア帝国も誘ってデンマークに圧力をかけた。ビスマルクには、多数の住民がドイツ人であることから、同地を併合してキール港を入手し、北海とバルチック海を結ぶ運河を構築する狙いがあった。
デンマークは外交によって解決可能であると楽観視し、プロイセンの要求には応じなかった。列強はプロイセンに同調したが、スウェーデンだけは参戦して来るという目論見があった。汎スカンディナヴィア主義の昂揚を背景に、スウェーデン王カール15世はデンマークを完全に支持し、2万の兵の派遣を約束していたのである。しかしスウェーデンではすでに国王の手から政治的実権が離れつつあり、スウェーデン議会は軍の派遣を拒否した。汎スカンディナヴィア主義は、これをもって事実上挫折した。

## 兵力と作戦
- プロイセン・オーストリア連合軍 総司令官ヴランゲル元帥（プロイセン王国）合計約55,000人、大砲180門。
  - プロイセン軍 司令官カール・フリードリヒ親王 :プロイセン第1軍団 約24,000人、大砲約110門
  - オーストリア軍 司令官ガブレンツ元帥 :オーストリア第6軍団 約20,000人（歩兵4個旅団、騎兵1個旅団）、大砲約55門
  - 普軍 司令官フォン・ミルベ将軍 :混成近衛師団 歩兵10,000人、騎兵500騎、大砲16門。（オーストリア軍の左翼に付属）
  - オーストリア海軍 テゲトフ提督の指揮する連合艦隊
    - プロイセン・オーストリア連合軍はまずシュレースヴィヒの占領を目的とし、プロイセン第1軍団はキール付近に集結して東部へ侵攻、レンデスブルク南方に集結したオーストリア軍と普混成近衛師団は西部へ侵攻する計画であった。

- デンマーク軍 総司令官メザ将軍 合計約4万、大砲約100門
  - 歩兵約3個師団半、騎兵1個師団、その他砲工兵
  - その他、デンマーク海軍
    - デンマーク軍は国境のアイダー川畔のレンツブルクと、エッカーンフェルデに小監視部隊を派遣すると共に、ダーネヴェルク (Danewerk) 要塞を中心とする半島狭隘部に3個師団の部隊を展開させて後方に予備隊を置く防御線とした。

## 開戦
プロイセン首相ビスマルクは、列強を中立化させる事に成功した。さらにデンマークに対しシュレースヴィヒ併合憲法の廃止まで48時間の猶予しか与えなかった。1864年1月、デンマークはプロイセンの勧告を拒絶することを回答した。
1864年1月31日に集結を完了したプロイセン・オーストリア連合軍は、2月1日の宣戦布告とともにキール運河とアイダー川を越えてシュレースヴィヒに侵攻し、エッカーンフェルデからソルゲ川の線まで進出した。2日、プロイセン第1軍団はミッサウンドの橋頭堡を攻撃したがデンマーク軍の抵抗により撃退された。オーストリア軍とプロイセン混成近衛師団はダンネウェルク要塞に接近して攻撃準備を調えた。ヴランゲル元帥は敵状視察を行い、ミッサウンドの突破を困難と判断し、直率によるアンゲルン半島最東部のアロイスからの渡河を企画した。架橋や渡船の資材輸送で準備は遅れたが5日の夜には架橋作業に入り6日10時に作業完了、16時には渡河を終えた。渡河にはデンマーク軍の妨害が予想されたが、プロイセン・オーストリア連合軍の前進に伴い5日の夜にはフレンスブルク方面へ退却を始めていた。6日早朝になってオーストリア軍とプロイセン混成近衛師団は退却に気づき追撃をはじめ、オーベルセイ付近でデンマーク軍を激戦の後に撃破し、更に北進した。7日、デンマーク軍は歩兵と騎兵の各1個師団をヘッケルマン将軍に指揮させ、メザ将軍の主力2個師団半は東方のデュペル堡塁へ退却した。
開戦後、ホルシュタインより更に南部に位置したザクセン＝ラウエンブルク公国はプロイセン軍に占領された。

## デュペル堡塁の戦い
プロイセン軍はサウンドウィットを占領した後、デュペル堡塁を偵察して攻撃方法を検討した。デンマーク軍はデュペル堡塁に3個旅団を配置し、アルス・スンド海峡を挟んだ背後のアルス島に防衛線を敷いて援護した。3月1日、プロイセン軍はデュペル堡塁の陣地攻撃を開始し、偵察の結果により左翼6堡塁に正攻法を取ることとし、31日までに堡塁の約900 m前に第一攻撃陣地、4月11日頃までに約400 m前に第二攻撃陣地を構築した。14日頃には堡塁の約200～300 m前まで近接して最終攻撃陣地に突撃準備を行い、北方へ派遣していた混成近衛師団も呼び寄せてた。18日10時より突撃を開始し、激戦の後に堡塁を攻略した。敗走したデンマーク軍は海軍の援護射撃のもと、後方のアルス島のゾンダーブルクまで退却した。この攻撃ではクルップの大砲が初めて用いられ威力を発揮したといわれた。
この戦いでプロイセン軍とデンマーク軍の双方で共に1,100人の犠牲を出した。

## ユトランド北部の戦況
2月にプロイセン軍主力から分離したオーストリア軍およびプロイセン混成近衛師団はヘッケルマン将軍のデンマーク軍の追撃に移っていた。本来、列強からの外交干渉を防ぐため、デンマーク本国への進撃はしない方針であったが、プロイセン混成近衛師団は勝ちに乗じて17日にはデンマーク領に侵入してコリングを占領した。なし崩し的にイギリスの干渉を覚悟で攻勢を継続することとなったプロイセン・オーストリア連合軍は3月8日から前進を再開し、プロイセン混成近衛師団はフレゼリシア要塞の攻撃に向かい、オーストリア軍はヴァイレの地を拠点にしたデンマークのヘッケルマン将軍を攻撃対象とした。8日、オーストリア軍は激戦の末、ヴァイレを占領し、プロイセン混成近衛師団がデュペル堡塁攻撃のために転進したあとのフレゼリシア要塞の包囲を続け、デンマーク軍の自主撤退により4月28日にこれを占領、更に北進して占領地を広げていった。

## ヘルゴラント海戦

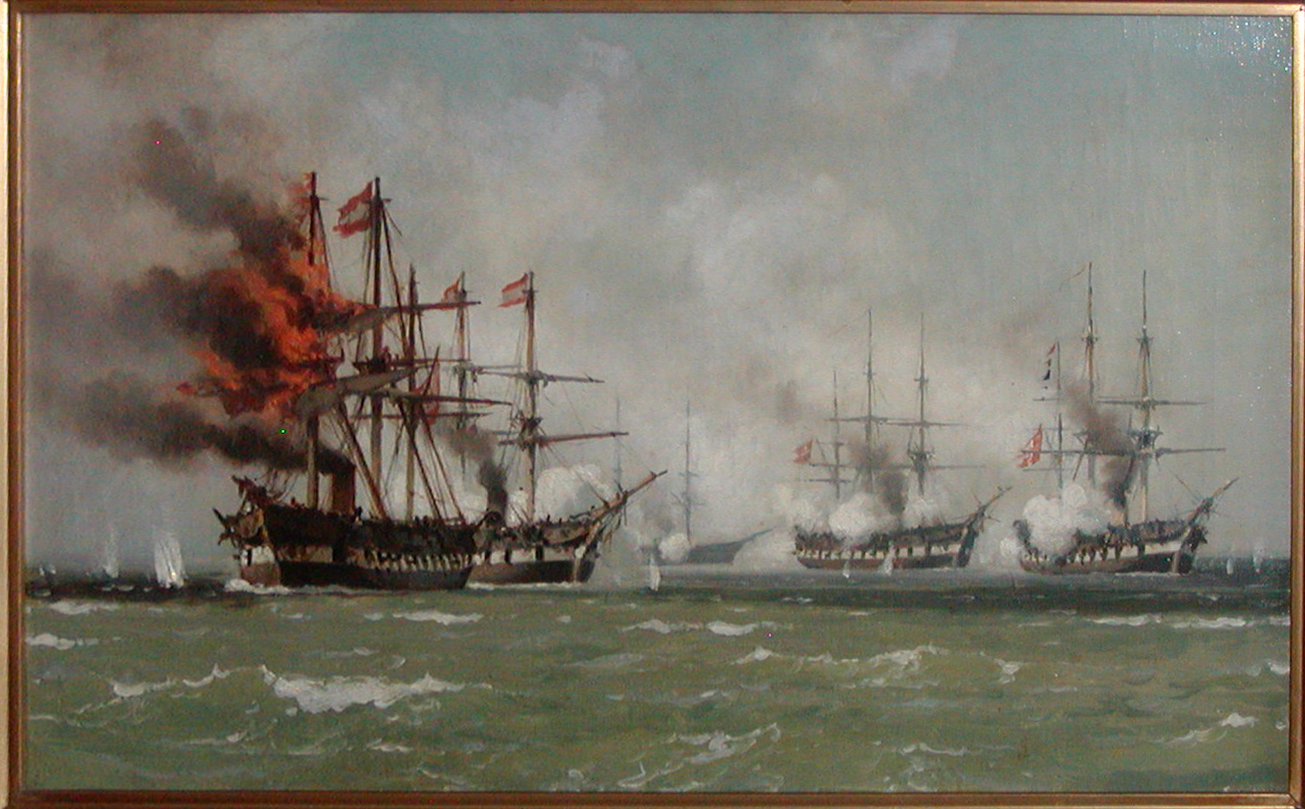
プロイセン・オーストリア連合艦隊

デンマークは2月26日にはシュレースヴィヒ＝ホルシュタインのすべての港、3月8日にはプロイセンの全ての港を封鎖の対象と宣言した。
1864年5月9日にヘルゴラント島南方沖を航行中のプロイセン・オーストリア連合艦隊3隻は（オーストリア海軍テゲトフ提督の指揮）北方より接近してきたデンマーク海軍の優勢な艦隊の攻撃を受けた。デンマーク海軍は撃退されたが、テゲトフ提督の旗艦が炎上するなどオーストリア海軍も退却した。双方が勝利を主張し、戦功を認められたテゲトフは少将に昇進した。

## 休戦交渉
この後、イギリスの仲介があり、5月12日から休戦をして講和交渉が始まった。デンマークの妥協案は、その地名を取って「ダーネビアケ計画」、「エイデル計画」と呼ばれたが、国境線を定める案はことごとく連合軍によって拒否された。プロイセン・オーストリア連合軍はシュレースヴィヒ＝ホルシュタイン全土の割譲を要求した。休戦交渉は決裂し、6月26日から戦闘が再開された。

## ゾンダーブルクの戦い
プロイセン軍はデュペル堡塁を攻略したが、デンマーク軍の主力は対岸のゾンダーブルクへ移って守りを固めていた。プロイセン国王の甥フリードリヒ・カール親王が北シュレースヴィヒ・ユトランド方面の最高司令官となると、参謀長にモルトケを採用し戦闘が再開された。
プロイセン軍は正面からの攻撃が困難と見ると北方のバレガルドからの渡海を企画し、輸送船150隻で1隻当たり150人分乗することで約20,000人の兵員をアルス島に上陸する計画とした。波浪によって二度の延期を挟み、三度目の機会となった6月29日2時の夜半から反撃の砲火の中を渡海し、15時に上陸に成功した。占領地を拡充し、即日にゾンダーブルクを攻撃。攻略した。7月1日にはアルス島全島の占領に成功した。アルス島の占領が首都コペンハーゲンに報じられるとデンマークは動揺し、クリスチャン9世はプロイセン・オーストリア両国に和議を提出した。

## 戦争の結果
デンマークは今回も列強各国の干渉を期待したが、干渉国はなかった。プロイセンとオーストリアはデンマークから割譲を受けたシュレースヴィヒ公国、ホルシュタイン公国、ザクセン＝ラウエンブルク公国の処遇について対立し、隣接国のプロイセンは3公国を併合しようと図り、オーストリアはプロイセンのみの利益にならぬようシュレースヴィヒ＝ホルシュタインをアウグステンブルク家による独立国として支配権を握ろうとした。ビスマルクはこれに反対し、次の条件を提示した。
1. 新公国の軍隊をプロイセン軍の一部とし、プロイセン士官による訓練を施し、プロイセン王を元帥とすること。
2. 新公国の電信、郵便、税関はプロイセンの監督下とすること。
3. キール運河を開削し、関税権をプロイセンが保有すること。
4. 軍事要地であるアルス島のゾンダーブルク、デュペル、フレデリックスオルト島のプロイセン領有。

これらの過大な要求はオーストリアの容認するところでなくドイツ連邦諸国もプロイセンを非難した。ビスマルクは本国で内閣会議を開き、対オーストリア戦の開戦の是を決した、これに対しオーストリアでは政変が起きて穏和派が政権を握ったため1865年8月14日のバート・ガスタイン協定が次の条件で結ばれた。
1. プロイセンはシュレースヴィヒを、オーストリアはホルシュタインを統治する。
2. プロイセンはオーストリアに賠償金を支払い、ザクセン＝ラウエンブルクを統治する。
3. キール港をドイツ連邦の所有とし、プロイセンはその軍政・警察事務を管理する。
4. レンデスブルク城はドイツ連邦の所有としプロイセンおよびオーストリアが守備兵を置くこと。

なお、プロイセンでは前首相の子であるマントイフェル将軍をホルシュタイン知事として派遣した。
また、シュレースヴィヒおよびホルシュタインの公爵位請求権を主張していたフリードリヒ8世・フォン・シュレースヴィヒ＝ホルシュタインとクリスティアン・フォン・シュレースヴィヒ＝ホルシュタイン＝ゾンダーブルク＝アウグステンブルクの兄弟についてもビスマルクの働きによってプロイセン軍籍が剥奪され、公爵の実効力を持つことはなかった。

### プロイセン参謀本部の地位向上
戦争当初のプロイセン参謀本部はまた権威も権限も少なく、軍司令官が大将（または先任中将）から任ぜられていたのに対し、参謀本部総長は中将（就任時のモルトケは少将）の職であり、王貴族であることも多い軍司令官は参謀本部のコントロールに従わなかった。
第二次シュレースヴィヒ＝ホルシュタイン戦争の始まる2年前、モルトケは対デンマーク作戦の諮問を受けて、正面攻撃を避けて側面に迂回し、デンマーク軍が島に撤退して長期戦となることを防ぐ戦略を答申していた。しかし実際の戦争が始まると、プロイセン・オーストリア連合軍の総司令官のフリードリヒ・フォン・ヴランゲル元帥とその参謀長のフォーゲル・フォン・ファルケンシュタインは作戦を認めず、参謀本部も半世紀前の兵站部程度にしか見ていなかった。モルトケはベルリンを離れられず、戦況はフリードリヒ・カール親王の軍団参謀長であるブルーメンタールからの私信で知りうるに過ぎなかった。戦況はモルトケの危惧通り、侵攻には成功したがデンマーク軍は要塞に撤退して長期戦の様相を呈した。プロイセン王国の軍事大臣アルブレヒト・フォン・ローンはモルトケの正しさを認め、長期戦によるイギリスの干渉を防ぐための戦争指導を仰ぐように国王ヴィルヘルム1世にモルトケを推薦した。
プロイセンの派遣軍にモルトケが加わり、指導力を発揮して戦闘が再開されると、プロイセン軍はアルス島に上陸してユトランド半島全体の制圧に成功し（アルス島の戦い）、デンマーク軍を粉砕した。孤軍奮闘のデンマーク軍は士気が高く善戦したが、連合軍との圧倒的な軍事力の差は埋まらず、後退を繰り返しつつ一方的な守勢に立たされた。結局、戦闘再開によりデンマークは瞬く間に完敗し、屈服を余儀なくされた。モルトケの戦争指導により参謀本部の効能が認められ、老齢のために退役を願ったモルトケだったがその願いは退けられ、参謀本部に留任された。

## 戦後の影響

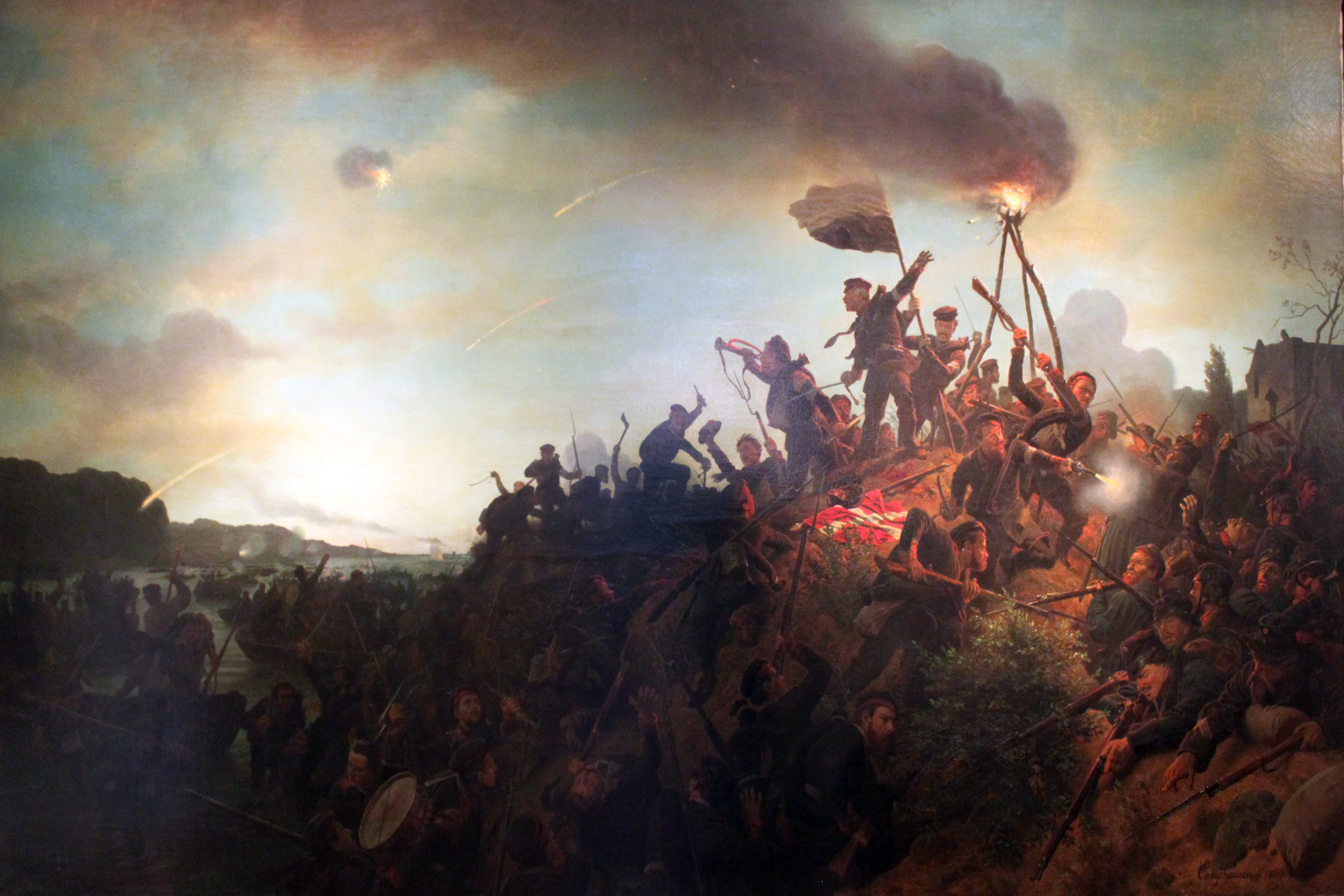
1866年、アルスを襲撃するプロイセン兵

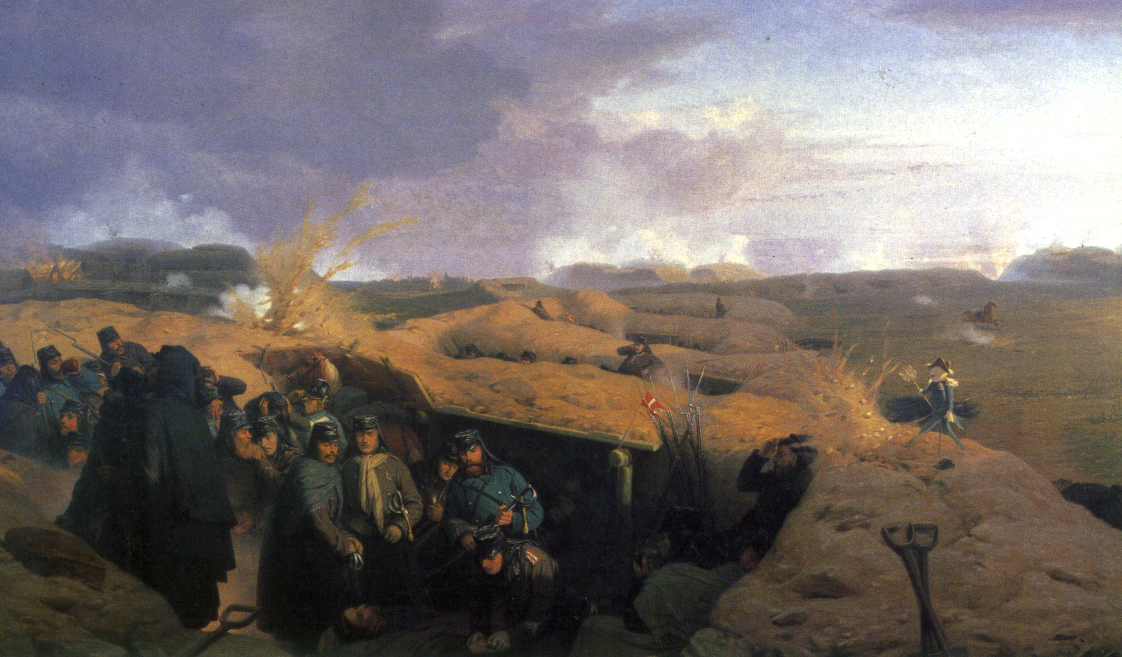
塹壕を守備するデンマーク兵 (1871年)

戦争終結後、プロイセンとオーストリアの両国は両公国の領有を巡り、1866年に普墺戦争を起こすに至った。これは当時ドイツで起こったドイツ統一の主導権争いの再開であった。北欧においてこの戦争は、北欧の一体化を志した汎スカンディナヴィア主義の挫折を意味した。北欧統一の理想はこの戦争によって破綻し、以後、北欧の民族主義は抑圧され、王権は弱体化し、民主主義と中立主義への道を歩んで行った。

## 読書案内
- 武田龍夫『物語 北欧の歴史 - モデル国家の生成』 中央公論新社〈中公新書 1131〉、1993年5月。ISBN 978-4-12-101131-2。
- 武田龍夫『物語 スウェーデン史 - バルト大国を彩った国王、女王たち』 新評論、2003年10月。ISBN 978-4-7948-0612-3。
- 武田龍夫『北欧の外交 - 戦う小国の相克と現実』 東海大学出版会、1998年8月。ISBN 978-4-486-01433-1。
- 『北欧史』 百瀬宏、熊野聰、村井誠人編、山川出版社〈新版世界各国史 21〉、1998年8月、新版。ISBN 978-4-634-41510-2。